# Poecilohetaerella scutellata
Poecilohetaerella scutellata är en tvåvingeart som beskrevs av Harrison 1959. Poecilohetaerella scutellata ingår i släktet Poecilohetaerella och familjen lövflugor. Inga underarter finns listade i Catalogue of Life.